# Соус велюте

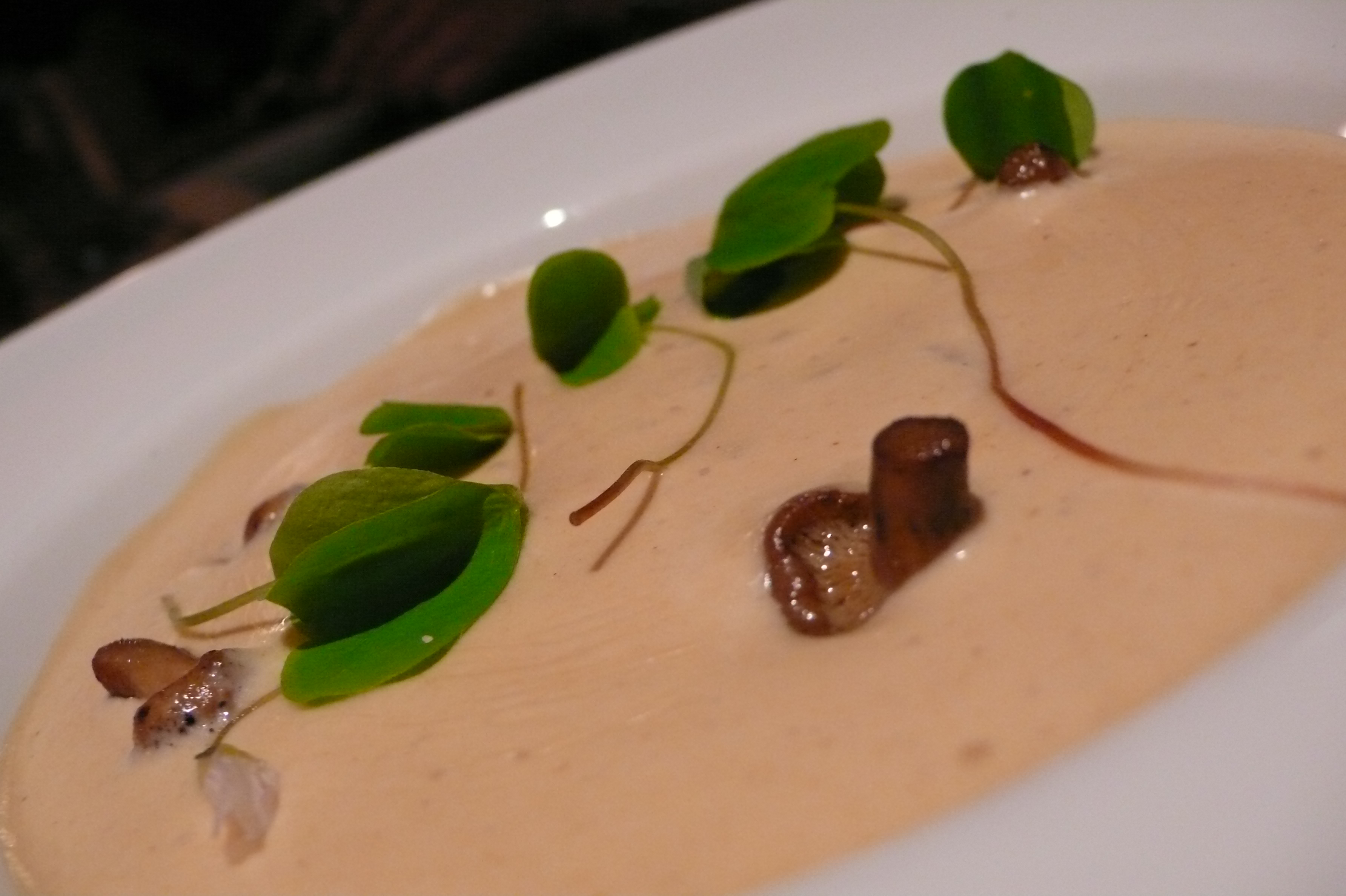
Соус велюте

Со́ус велюте́ (фр. velouté, фр. вимова: [vəluˈte]) — соус на основі запражки і бульйону. Введений у XIX ст. Марі-Антуанон Каремом, як один з чотирьох основних соусів французької кухні поряд з соусами бешамель, еспаньйол, аллеманд. Пізніше, завдяки Жоржу Оґюсту Ескоф'є, їх поповнили томатний соус, майонез і голландський соус.

## Приготування
Велюте готується на основі запражки і світлого курячого або телячого бульйону (фр. fonds blanc) або рибного бульйону з додаванням солі, молотого чорного перцю. Зазвичай готовий соус називають за назвою бульйону, який використовується як основа: курячий велюте (фр. velouté de volaille), рибний велюте (фр. velouté de poisson) або велюте з телятини (фр. velouté de veau).

## Використання
Велуте використовується як самостійний соус до птиці або риби, а також як основа для інших соусів (наприклад, сірого польського соусу).